# 西尾私案
西尾私案（にしおしあん）とは、2002年11月に地方制度調査会専門小委員会において西尾勝副会長（国際基督教大学教授）が示した、今後の基礎的自治体のあり方に関する討議資料のこと。
私案中、合併に至ることが客観的に困難である小規模な市町村に対して、組織機構を簡素化した上で、法令による義務づけのない自治事務は一般的に処理するが、通常の基礎自治体に法令上義務づけられた事務については窓口サービス等その一部のみを処理し、都道府県にそれ以外の事務の処理を義務づける特例的団体の制度（いわゆる「特例町村制」）の創設提言を含んでいたため、特に町村関係者の反発を招き、全国町村会や全国町村議会議長会からは、私案への反対の立場からの意見書等が調査会に提出された。
特例町村制については専門小委員会委員の中でも賛否が分かれ、結局答申においては「引き続き検討する必要がある」との記載に止められたが、考え方の一部はその後の答申にも含まれている。

## 経緯
2001年（平成13年）11月に第27次地方制度調査会（会長：諸井虔）が発足し、「社会経済情勢の変化に対応した地方行財政制度の構造改革」について内閣総理大臣から諮問を受けた。同調査会では、専門小委員会（委員長：松本英昭）を設置し、審議を進めた。同専門委員会において、松本委員長は西尾副会長に基礎的自治体のあり方に関する私的案を提出するよう提案し、これを受け西尾副会長が11月1日の小委員会に提出した資料「今後の基礎的自治体のあり方について（私案）」が、いわゆる「西尾私案」と呼ばれる。

## 内容
私案の内容は、大別すると、「今後の基礎的自治体のあり方」と、これを踏まえた「今後の基礎的自治体の再編成の進め方」の2点に整理できる。

### 今後の基礎的自治体のあり方
地方分権を踏まえ、基礎的自治体は都道府県に極力依存することなく、地域の総合的な行政の主体として、福祉や教育、まちづくりなど住民に身近な事務を自立的に担っていく必要がある。そのために基礎的自治体は、市町村合併により、一定規模まで規模を拡大し、「国土の大半が、少なくとも現在の市が処理している程度の事務を処理できる基礎的自治体の区域に区分されることが望ましい」とする。市町村合併は、「分権の担い手にふさわしい行財政基盤を有するとともに地域の総合的な行政主体としての性格を有する基礎的自治体を形成するために、経営単位の再編成を行おうとしているもの」と位置づける。
また、基礎的自治体の内部において「住民自治」を確保する方策として、内部団体としての性格を持つ「自治組織」（地域自治区）の設置について検討すべきとしている。これは一般的に基礎的自治体が規模拡大することにより「団体自治」が希薄化しがちであることを踏まえての提案であるが、特に市町村合併後に旧市町村単位で設置する自治組織について検討を進めるべきとされている。

### 今後の基礎的自治体の再編成の進め方
上記の体制に至るまでの筋道として、「今後の基礎的自治体の再編成の進め方」を二段階で提示した。
第一段階としては、合併特例法に定める措置が終了した後も、なお一定期間、同法と異なる手法によってさらに強力に合併を推進し、目指すべき基礎的自治体への再編成を図るとした。具体的には、合併によって目指すべき市町村の人口規模を法に明記したうえ、都道府県や国が財政支援策によらずに合併を推進するべきとしている。
第二段階として、それでも合併により再編成されなかった地域について、市町村に対して法令で義務付けられている事務の全部又は一部を小規模な団体には義務付けず、別の行政主体に当該事務を義務付けることを検討すべきとし、次の2方法を提示した。
第1案の「事務配分特例方式」は、一定の人口規模未満の団体は、法令により基礎的自治体に義務づけられた事務のうち窓口サービス等を行なうものの、他の事務は都道府県に処理を義務づけるという案である。その団体は組織を極力スリム化し、専門性を要する事務については都道府県が代行するというものである。
第2案の「内部団体移行方式（包括的団体移行方式）」は、小規模自治体は他の基礎的自治体に編入され、その内部団体に移行するという案である。その内部団体の事務や組織は基礎的自治体の条例で定めるものとし、財源は基礎的自治体からの移転財源を除き住民の負担によって運営することとした。